# 日宗寺 (新宿区)
日宗寺（にっそうじ）は、東京都新宿区にある日蓮宗の寺院。

## 歴史
1619年（元和5年）、高見院の開基である。高見院は津藩藩主藤堂高次の妻である。
元々は江戸麹町に位置していたが、江戸城拡張工事のため、1634年（寛永11年）に現在地に移転した。
墓地には、歌人の北村季吟の実家の北村家の墓がある。なお季吟本人の墓は台東区の正慶寺にある。また、旗本の里見家や土井家、大澤家、幸田家の墓所もあり、他には医師で本草学者の栗本丹洲や言語学者の新村出、和算家の内藤豊由、小説家の田中霜柳（無縁墓の中）などの墓がある。

## 交通アクセス
- 中央線（快速）・中央・総武線（各駅停車）・東京メトロ丸ノ内線・東京メトロ南北線四ツ谷駅より徒歩6分。